# 燦森湖
53°19′15″N 13°28′07″E / 53.320877°N 13.468637°E

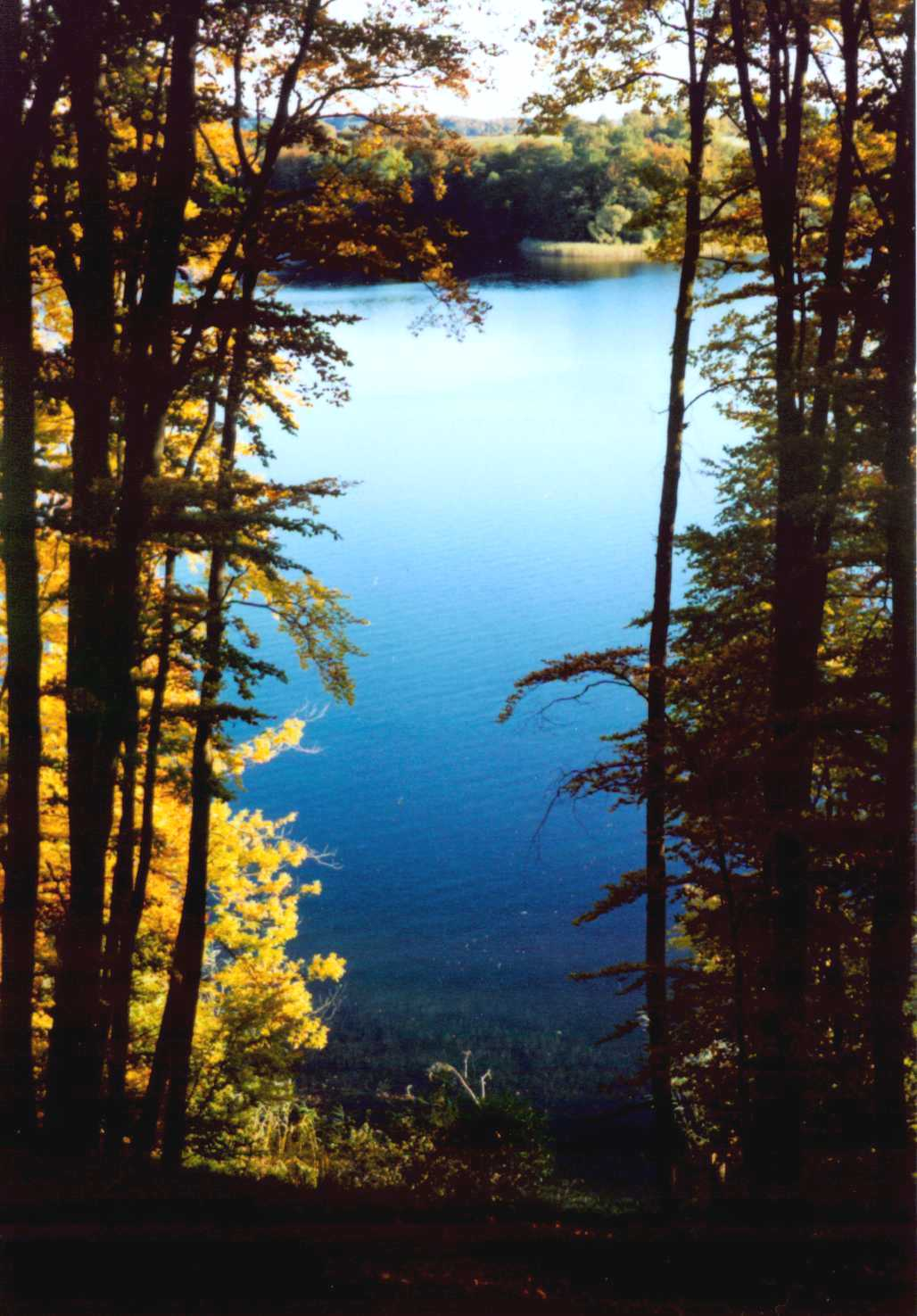

燦森湖（德語：Zansen），是德國的湖泊，位於該國東北部梅克倫堡-前波美拉尼亞州，由梅克倫堡湖區郡負責管轄，長4.5公里、寬0.5公里，面積1.7平方公里，海拔高度84米，平均水深18米，最大水深42米，水體容量3,061萬立方米。